# Mappilaiurani
Mappilaiurani es una ciudad censal situada en el distrito de Thoothukudi en el estado de Tamil Nadu (India). Su población es de 40035 habitantes (2011). Se encuentra a 4 km de Thoothukudi y a 58 km de Tirunelveli.

## Demografía
Según el censo de 2011 la población de Mappilaiurani era de 40035 habitantes, de los cuales 19853 eran hombres y 20182 eran mujeres. Mappilaiurani tiene una tasa media de alfabetización del 87,73%, superior a la media estatal del 80,09%: la alfabetización masculina es del 91,38%, y la alfabetización femenina del 84,16%.